# Let's Dance (chanson de Vanessa Hudgens)
Pour les articles homonymes, voir Let's Dance.
Singles de Vanessa Anne Hudgens
Say Ok
Let's Dance est un le troisième extrait de l'album V de la chanteuse Vanessa Hudgens rendue célèbre par son rôle de Gabriella dans High School Musical. Ce titre est également utilisé pour la promo de l'émission Dancing With The Stars de la chaîne ABC.

## Le clip
Un clip vidéo est diffusé dans lequel on voit des images de différentes prestations des candidats et Vanessa qui chante et danse sur le plateau de l'émission.